# Palma Soriano
Palma Soriano est une ville et une municipalité de la province de Santiago de Cuba, à Cuba. Sa population était estimée à 76 500 habitants en 2008.

## Géographie

### Situation
La municipalité est dans le sud de l'île de Cuba, vers le centre de la province de Santiago de Cuba, dans la plaine du Cauto, au nord de la sierra Maestra et à l'ouest de la sierra de Nipe (es) (cette dernière faisant partie de la chaîne montagneuse Nipe-Sagua-Baracoa (en)).
La ville est à 820 km sud-est de La Havane et 47 km nord de sa capitale de province Santiago de Cuba (distances par route).
Palma Soriano est arrosée par le Rio Cauto, le plus long fleuve de Cuba. La ville est à la confluence de son affluent de rive droite le Yararabo.

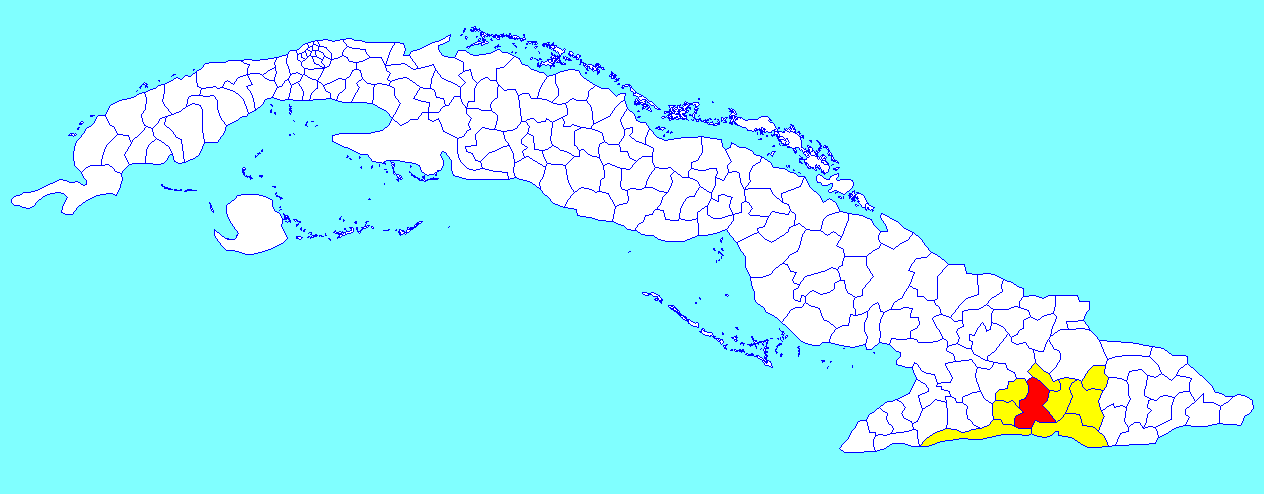
Municipalité de Palma Soriano dans la province de Santiago de Cuba
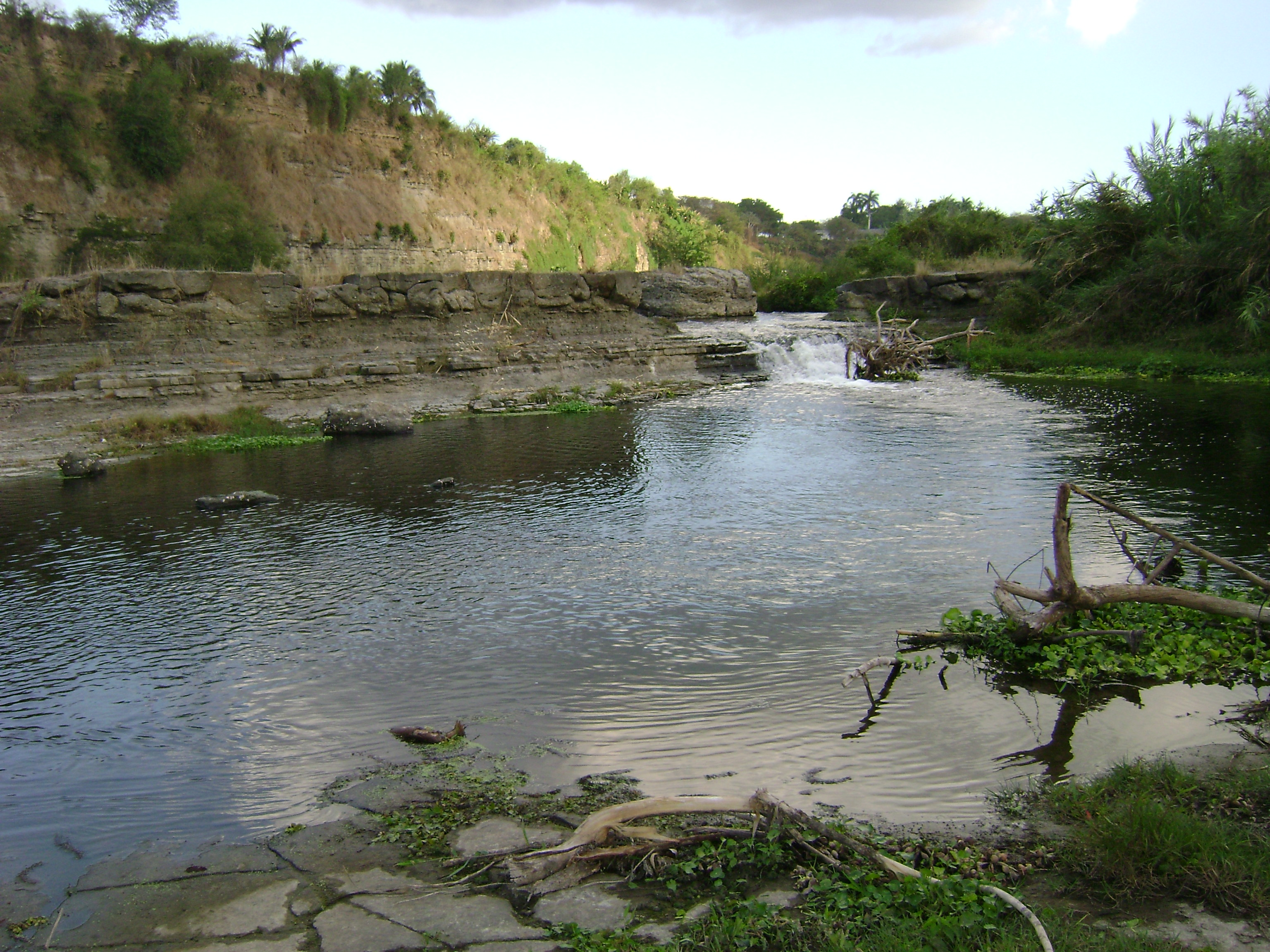
Le Cauto à Palma Soriano

### Divisions administratives
La municipalité inclut 21 consejos populares : 
- La Cuba
- Oscar Lucero
- Aguacate
- Dos Ríos
- 28 de Septiembre
- La Ceiba
- Victoria de Girón
- Dos Palmas
- Yaveremos
- Carmelié
- Maibio
- Candonga
- La Aduana
- Caney del Sitio
- Ramón de Guaninao
- La Curia
- Yarayabo
- La Clarita
- Las Coloradas
- Chaveco
- Nito Ortega

La municipalité inclut aussi les localités d'Alto Cedro, José Martí, Juan Barón, La Concepción, Las Cuchillas, Los Dorados, Norte, San Leandro, Santa Filomena et Sur.

## Population
En 2022, la population de la municipalité était estimée à 119 740 habitants ; pour une surface de 928,2 km2, la densité de population est de 129 habitants/km².
La population de la municipalité s'élevait à 123 064 habitants à la fin de l'année 2008, dont 76 500 pour la ville de Palma Soriano proprement dite.

## Histoire
La ville a été fondée en 1825.[réf. nécessaire]

## Personnalités nées à Palma Soriano
Sont nés à Palma Soriano :
- Orestes Kindelán (1964–) : joueur de baseball.
- Ana Fidelia Quirot (1963–) : athlète, spécialiste du 400 et du 800 m.
- Sonia Bisset (1971-) : lanceuse de javelot.
- Mey Vidal (1984–) : chanteuse de reggaeton.
- Alfredo Despaigne (1986-) : joueur de baseball
- Estela Rodríguez (1967-2022) : judokate cubaine